# Естеллайн (Техас)
Естеллайн (англ. Estelline) — місто (англ. town) в США, в окрузі Голл штату Техас. Населення — 121 особа (2020).

## Географія
Естеллайн розташований за координатами 34°32′49″ пн. ш. 100°26′24″ зх. д. / 34.54694° пн. ш. 100.44000° зх. д. (34.546994, -100.439938).  За даними Бюро перепису населення США в 2010 році місто мало площу 1,90 км², уся площа — суходіл.

## Демографія
Згідно з переписом 2010 року, у місті мешкало 145 осіб у 54 домогосподарствах у складі 30 родин. Густота населення становила 76 осіб/км².  Було 84 помешкання (44/км²).
Расовий склад населення:
| - 84,8 % — білих - 4,8 % — чорних або афроамериканців - 9,7 % — осіб інших рас |

До двох чи більше рас належало 0,7 %. Частка іспаномовних становила 51,7 % від усіх жителів.
За віковим діапазоном населення розподілялося таким чином: 31,7 % — особи молодші 18 років, 54,5 % — особи у віці 18—64 років, 13,8 % — особи у віці 65 років та старші. Медіана віку мешканця становила 36,8 року. На 100 осіб жіночої статі у місті припадало 95,9 чоловіків;  на 100 жінок у віці від 18 років та старших — 90,4 чоловіків також старших 18 років.
Середній дохід на одне домашнє господарство  становив 61 231 долар США (медіана — 63 750), а середній дохід на одну сім'ю — 86 276 доларів (медіана — 88 750). За межею бідності перебувало 9,2 % осіб, у тому числі 0,0 % дітей у віці до 18 років та 0,0 % осіб у віці 65 років та старших.
Цивільне працевлаштоване населення становило 34 особи. Основні галузі зайнятості: роздрібна торгівля — 32,4 %, публічна адміністрація — 11,8 %, освіта, охорона здоров'я та соціальна допомога — 11,8 %.